# Pompeii: The Last Day
Pompeii: The Last Day is een bekroond docudrama uit 2003 over de uitbarsting van de Vesuvius, gemaakt door de BBC. De film volgt het verhaal van een aantal mensen die echt hebben bestaan, waaronder een volder en een politicus. Aan de andere kant van de baai, in Misenum, worden ook Plinius Minor en Plinius Maior gevolgd. Het script werd geschreven door Edward Canfor-Dumas en Peter Nicholson had de regie.

## Cast
- Jim Carter - Polybius
- Tim Pigott-Smith - Plinius de Oudere
- Tony Amendola - Pomponianus
- Jonathan Firth - Stephanus
- Rebecca Clarke - Fortunata
- Chrissie Cotterill - Epidia
- Martin Hodgson - Plinius de Jongere
- Leigh Jones - Sabinus
- Neji Nejah - Restitutus